# 国家广场
国家广场（英語：National Mall）是位于美国首都华盛顿特区的一处開放型国家公园。该广场由数片绿地组成，一直从林肯纪念堂延伸到国会大厦，这里美国国家庆典和仪式的首选，同时也是美国历史上重大示威游行、民权演说的重要场地。

## 结构

### 尺寸
- 从国会大厦台阶到林肯纪念堂，长3.0km。
- 从国会大厦台阶到华盛顿纪念碑，长1.8km。
- 从格兰特雕像到林肯纪念堂，占地125.13公顷。

### 地标

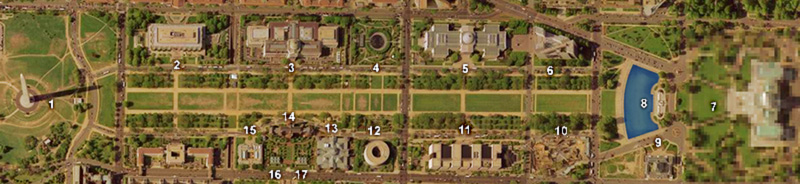
2002年4月26日由美國地質調查局（USGS）提供的卫星图像。右端国会区域出于安全考虑进行了低像素模糊处理。

| 1. 華盛頓紀念碑 2. 美国国家历史博物馆 3. 美国国家自然历史博物馆 4. 国家美术馆雕塑园 5. 美國國家藝廊西楼 6. 美國國家藝廊东楼 7. 美國國會大廈 8. 尤里西斯·格兰特将军纪念碑 9. 美国植物园 | 10. 美国国立美洲印第安人博物馆 11. 美国国家航空航天博物馆 12. 赫尚博物馆和雕塑园 13. 藝術和產業大樓 14. 史密森尼学会总部大楼 15. 弗利尔艺术馆 16. 亞瑟·M·賽克勒美術館 17. 美国国立非洲艺术博物馆 |

## 其他景点

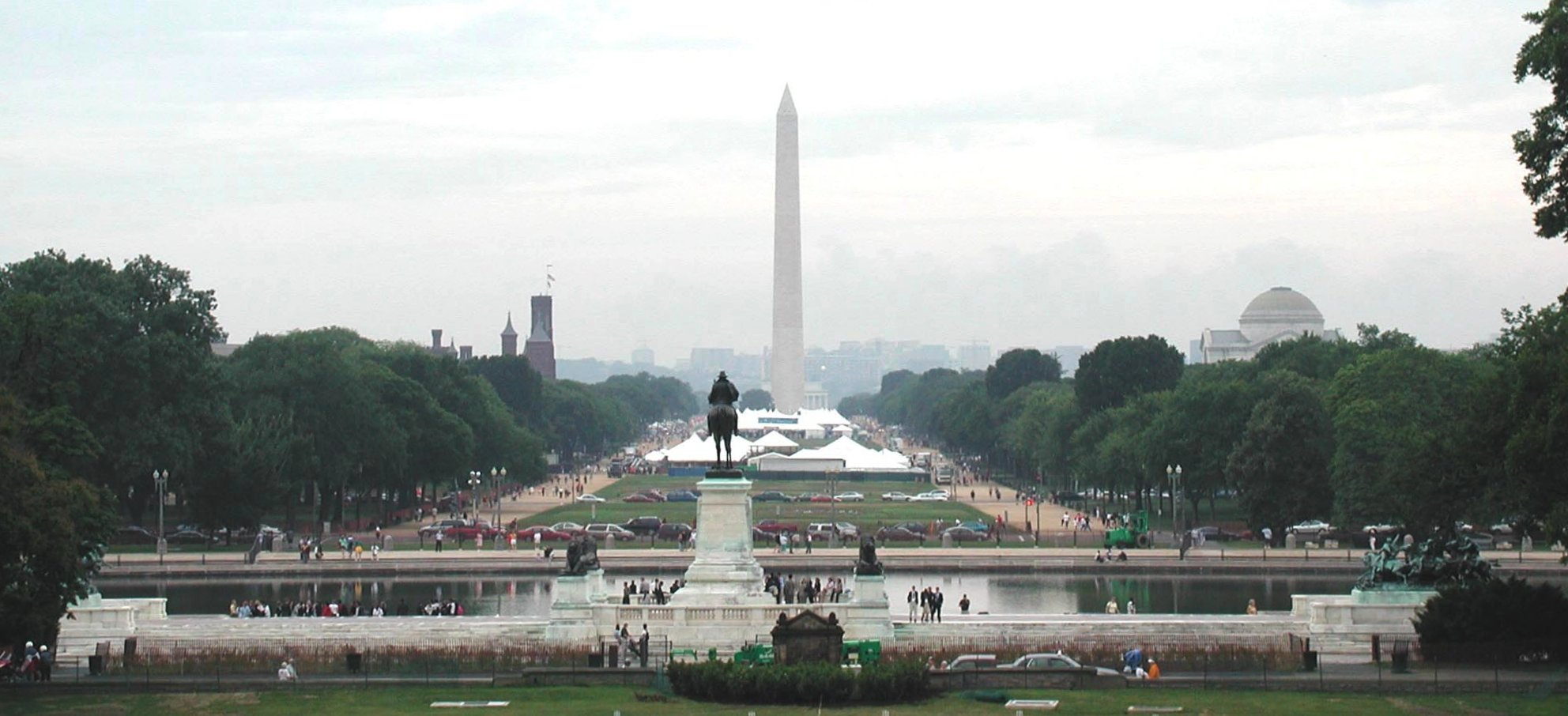
从国会大厦眺望广场远端。前方雕塑群为尤里西斯·格兰特将军纪念碑，远端为华盛顿纪念碑。

其他名胜包括：国会大厦东侧的国会图书馆和美国联邦最高法院大樓、华盛顿纪念碑北部的白宫、美国国家档案局、华盛顿旧邮政局大厦、国家剧院、福特剧院、阿尔伯特·爱因斯坦纪念雕塑、国家邮政博物馆、华盛顿联合车站、傑佛遜紀念堂、罗斯福纪念馆等。

## 历史
国家广场的灵感最初源自1791年皮埃尔·查尔斯·朗方的华盛顿规划方案。但在生前他的创意并未实现。直到20世纪的麦克米兰计划才得以实施，该计划受城市美化运动影响而产生。当时的主要火车站和铁路线也挪到了今天的位置。
2003年，美国国会通过了保护法案，限制在国家广场区域拓建工程项目。